# Neoperla vallis
Neoperla vallis är en bäcksländeart som beskrevs av Tohru Uchida 1990. Neoperla vallis ingår i släktet Neoperla och familjen jättebäcksländor. Inga underarter finns listade i Catalogue of Life.